# Massimo Ranieri
Massimo Ranieri, nome artístico de Giovanni Calone Embaixador(a) da boa vontade da FAO (Nápoles, 3 de maio de 1951), é um cantor e ator italiano. 
Membro de uma família numerosa muito pobre, exerceu várias profissões, até que decidiu emigrar para os  Estados Unidos, onde iniciou uma lenta carreira musical com o nome artístico de  Gianni Rock. 
Depois de ter sido descoberto por um produtor italiano, regressou ao seu paíse de origem, onde em 1966 tem a sua grande oportunidade ao poder interpretar no programa  "Scala Reale" a canção "L'Amore È Una Cosa Meravigliosa" ("O amor é uma coisa maravilhosa")
Isto foi o início de uma carreira discográfica e como ator em Itália, participando em várias edições do Festival de Sanremo, assim como em diversas películas. 
Em 1969, ganhou o programa Canzonissima da RAI, com a canção  "Rose Rosse" ("Rosas rojas").
Em 1971, foi selecionado pela televisão pública do seu país para representar a Itália no Festival Eurovisão da Canção 1971 , com a  canção "L'amore è un attimo" (tradução literal: O amor é um instante" , terminando em quinto lugar. Dois nos mais tarde, voltaria a participar no Festival Eurovisão da Canção com o tema "Chi sarà". 
Conseguiu um grande êxito comercial não apenas no seu país, mas noutros países europeus, como a Espanha e França. Por ser cantor, participou em diversas películas televisivas e no cinema.
Em 1988 ganhou o Festival de Sanremo com o tema  "Perdere L'Amore" ("Perder o Amor").
Em  2005 lançou o seu trabalho discográfico chamado "Accusi' Grande".
Em 2007, publicou  "Canto Perché non so nuotare... da 40 anni" (Canto já que não sei nadar... há 40 anos)

## Discografia parcial

### 33 rpm
- 1969: Massimo Ranieri (CGD, FGS 5061)
- 1970: Vent'anni (CGD, FGS 5079)
- 1971: Via del Conservatorio (CGD, FGL 5093)
- 1972: 'O surdato 'nammurato (CGD, FGL 5103; dal vivo)
- 1973: Erba di casa mia (CGD, FGL 65411)
- 1973: Album di famiglia (CGD, 69034)
- 1974: Napulammore (CGD, 60087; dal vivo)
- 1975: Per una donna (CGD, 69107))
- 1975: Il meglio di Massimo Ranieri (CGD, 69128; antologia)
- 1976: Meditazione (CGD, 69228)
- 1976: Macchie 'e culore (CGD, 81731; dal vivo)
- 1978: La faccia del mare (CGD, 20084)
- 1981: Passa lu tempo e lo munno s'avota (CGD, 20205)
- 1983: Barnum (CGD)
- 1983: ...vanità (CGD, 20449)
- 1988: Perdere l'amore (CGD)
- 1988: Rinaldo in campo (CGD)
- 1989: Da bambino a fantastico (CGD; antologia)
- 1989: Un giorno bellissimo (CGD)
- 1992: Ti penso (CGD)

### 45 rpm
- 1964: Preghiera/Una bocca, due occhi e un nome (Zeus, BE 113; come Gianni Rock)
- 1964: Lassù qualcuno mi ama/Un ragazzo come me (Zeus, BE 116; come Gianni Rock; pubblicato con due copertine diverse)
- 1965: Tanti auguri senora/Non chiudere la porta (Zeus, BE 127; come Gianni Rock)
- 1967: Pietà per chi ti ama/No, mamma (CGD, N 9652; come Ranieri)
- 1968: Da bambino/Ma l'amore cos'è (CGD, N 9674)
- 1969: Quando l'amore diventa poesia/Cielo blu (CGD, N 9710)
- 1969: Il mio amore resta sempre Teresa/Rose rosse (CGD, N 9724)
- 1969: Se bruciasse la città/Rita (CGD, N 9756)
- 1970: Sei l'amore mio/Fai di me quello che vuoi (CGD, N 9780)
- 1970: Le braccia dell'amore/Candida (CGD, N 9791)
- 1970: Sogno d'amore/Mio caro amore evanescente e puro (CGD, N 9810)
- 1970: Vent'anni/Io non avrò (CGD, N 9823)
- 1971: L'amore è un attimo/A Lucia (CGD, 110)
- 1971: Via del Conservatorio/Momento (CGD, 141)
- 1972: Amore cuore mio/Io di più (CGD, 1100)
- 1973: Chi sarà/Domenica domenica (CGD, 1400)
- 1973: Chiove/Reginella (CGD, 1816)
- 1973: Amo ancora lei/Tu sei bella come il sole (CGD, 1876)
- 1974: 'a tazza 'e cafè/Tu ca nun chiagne (CGD, 2632)
- 1974: Per una donna/Cara libertà (CGD, 2905)
- 1975: Si ricomincia/23, rue des lillas (CGD, 3698)
- 1976: Dal primo momento che ti ho vista/La mia boheme (CGD, 4104)
- 1978: La faccia del mare/Odyssea (CGD, 10118)
- 1988: Perdere l'amore/Dove sta il poeta (Wea, 24 8027-7)

## Filmografia
- 2005 - "Le Courage D'Aimer"
- 2004 - "Le Genre humain - Primera Parte: Les parisiens"
- 2001 - "Io ti salverò" (TV) y "Storia Di Guerra E D'Amicizia"
- 2002 - "Fondali Notturni"
- 1999 - "Ama Il Tuo Nemico" (TV) y "Un Bacio Nel Buio" (TV)
- 1998 - "Angelo nero" (TV)
- 1997 - "Volare!"
- 1996 - "La Casa Dovè Abitava Corinne"
- 1995 - "Il Prezzo del Denaro"
- 1991 - "Il Ricatto 2" (TV)
- 1998 - "Il Ricatto" (TV)
- 1987 - "Lo Scialo" (TV) y "L'Ombra Nera Del Vesuvio"(TV)
- 1983 - "Legati Da Tenera Amicizia"
- 1982 - "La Vela Incantata"
- 1981 - "Casta E Pura", "Il Carabinieri", "Habibi Amor Mío" y "Priest Of Love"
- 1979 - "La Patata Bollente"
- 1976 - "Con La Rabbia Agli Occhi" y "L'Ultima Volta"
- 1975 - "Una ciudad al final del camino" (TV)
- 1974 - "Salvo D'Acquisto" (TV) y "La Cugina"
- 1972 - "Imputazione Di Omicidio Per Uno Studente"
- 1971 - "La Luz del Fin del Mundo", "Bubu" y "Incontro"
- 1970 - "Metello", "La Sciantosa" (TV) y "Cerca Di Capirmi"